# Stintfang

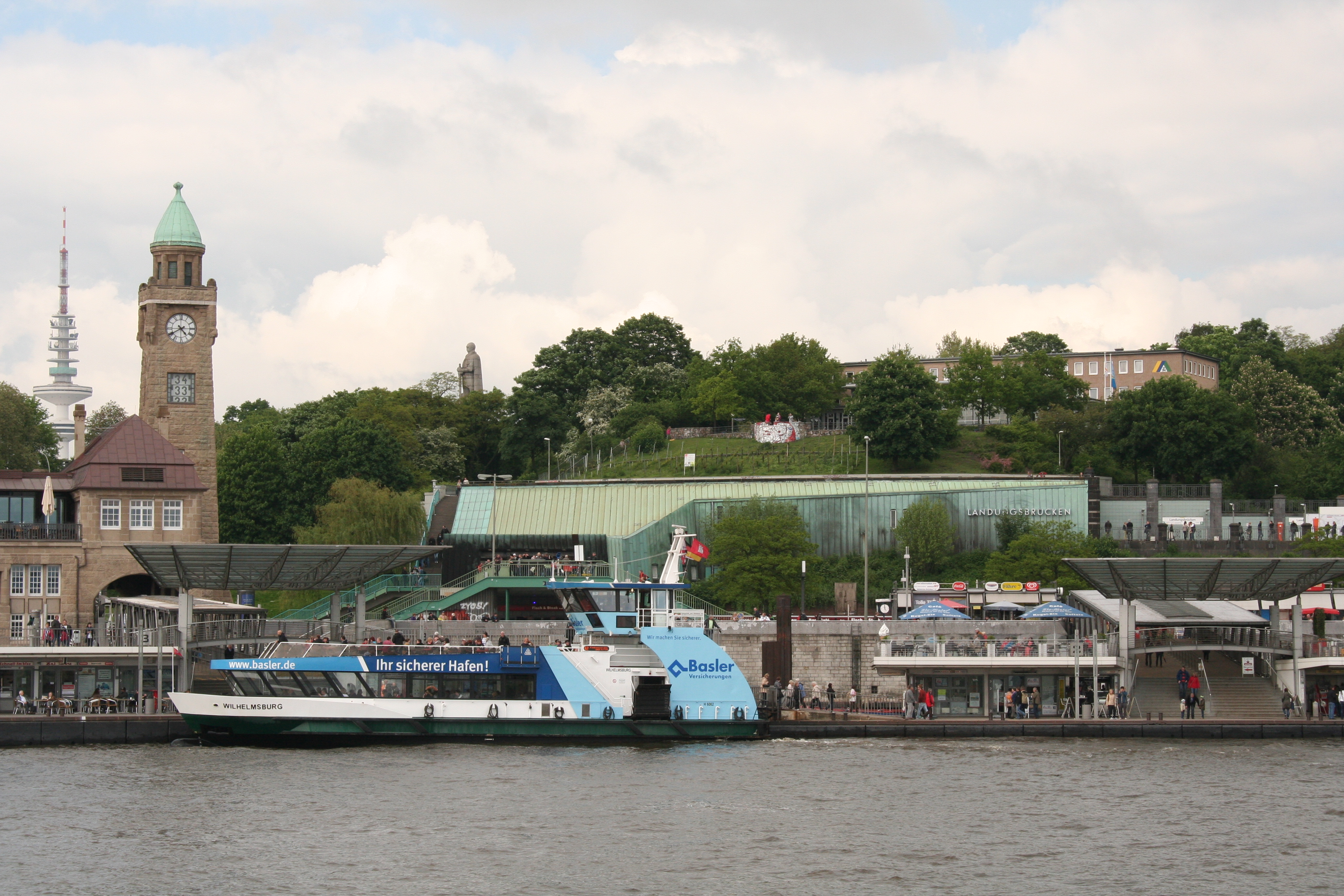
Stintfang mit Jugendherberge oberhalb der Landungsbrücken

Stadtplanausschnitt von 1856: Der Wallgraben ist noch in Teilen erhalten, der Stintfang wird noch Elbhöhe genannt, an der Position des Ausflugslokals Elbpavillon wurde 50 Jahre später das Bismarck-Denkmal aufgestellt

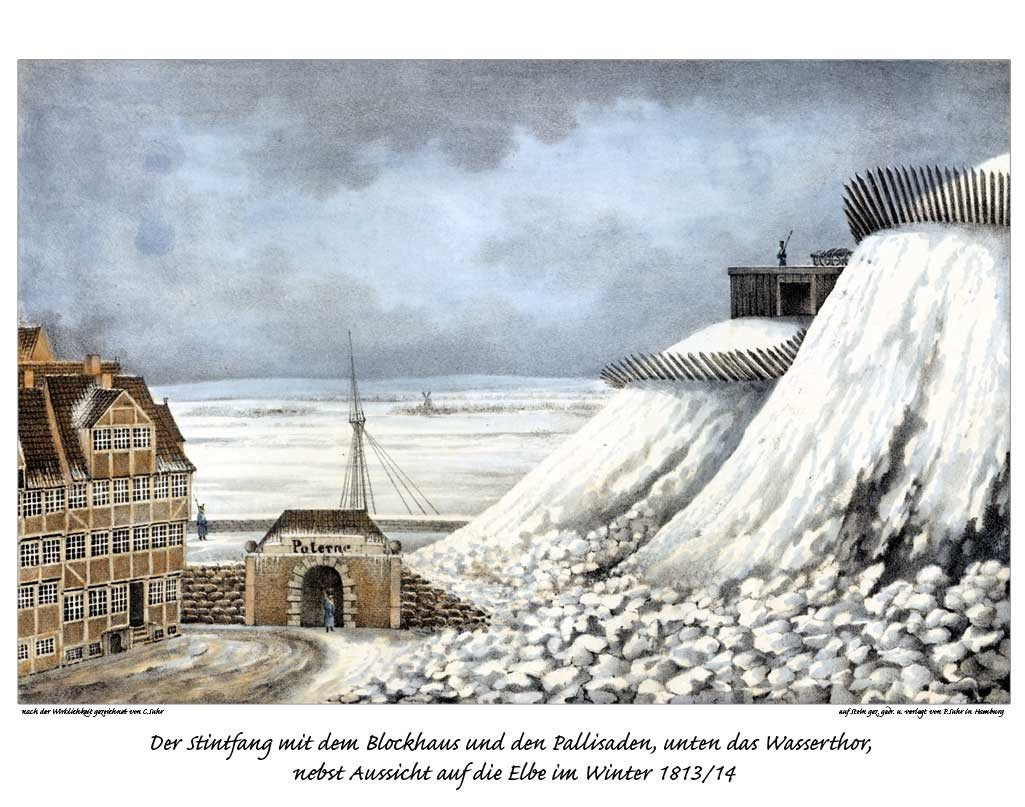
Osthang des Stintfangs mit Palisaden während der französischen Besatzung 1813/14

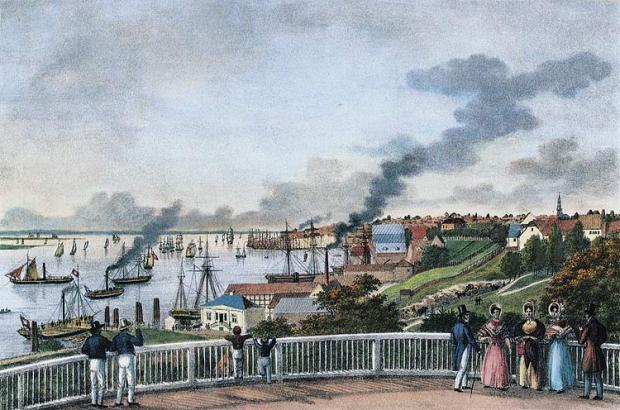
Aussicht vom Stintfang auf die Vorstadt St. Pauli, um 1840

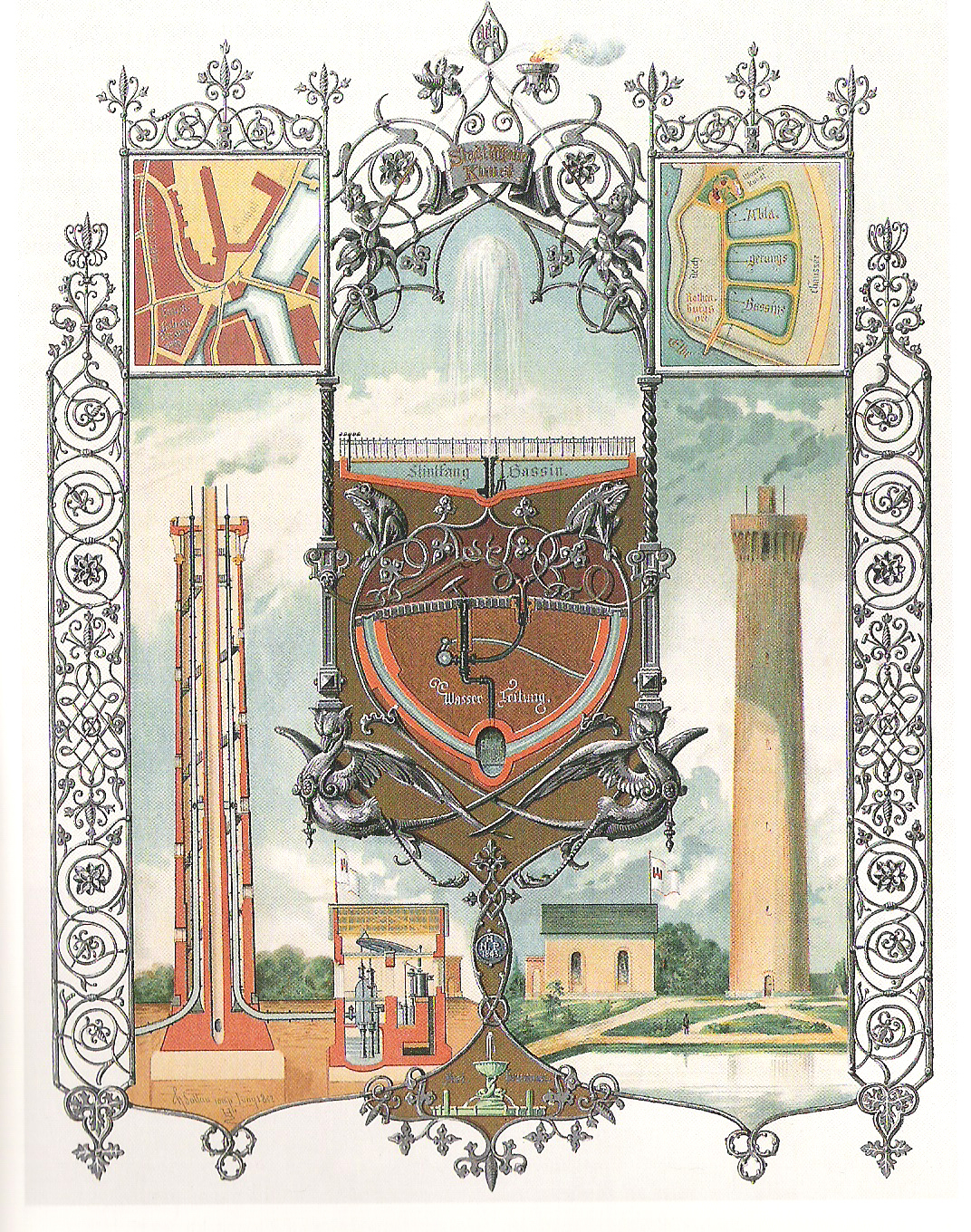
Stintfang Bassin, mittig im Bild (Stadtplanausschnitt von 1856)

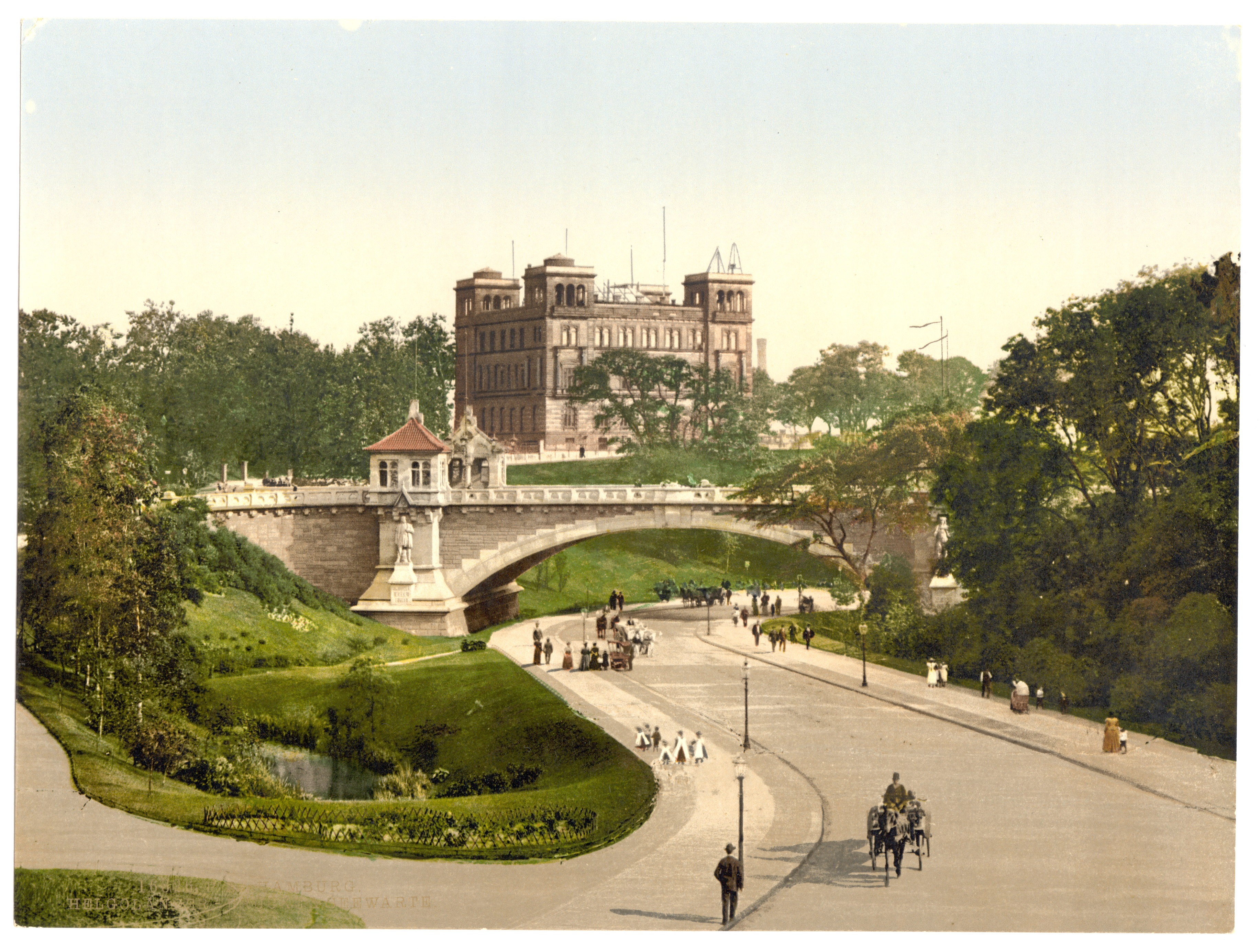
Deutsche Seewarte um 1890, davor führt die Kersten-Miles-Brücke über die Senke des alten Wallgrabens

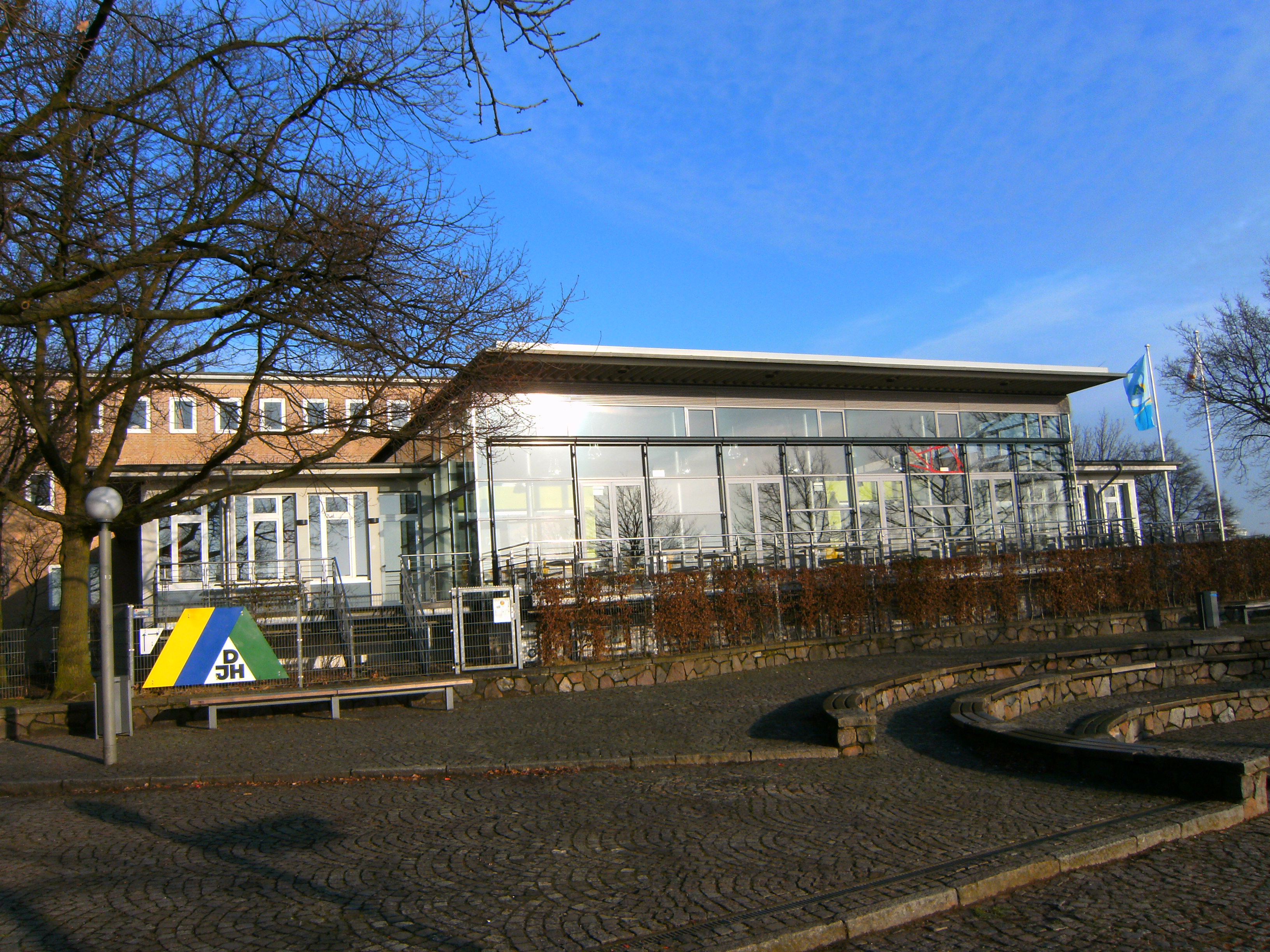
Paula-Karpinksi-Platz vor der Jugendherberge auf dem Stintfang

Der Stintfang (historisch auch Elbhöhe genannt) ist eine 26 Meter hohe Anhöhe am rechten (nördlichen) Elbufer in Hamburg. Er ist ein Rest der früheren Hamburger Wallanlagen und aufgrund seiner exponierten Lage oberhalb der St. Pauli-Landungsbrücken eine bedeutende Landmarke im Hamburger Stadtbild. Bekannt ist vor allem die auf dem Stintfang befindliche Jugendherberge und die davor gelagerte Aussichtsplattform mit Blick auf den Hamburger Hafen.
Der Name Stintfang leitet sich ab vom Fisch Stint und bezog sich ursprünglich nicht auf die Anhöhe selbst, sondern den einstigen Wallgraben, der westlich davon in die Elbe einmündete. Der Überlieferung nach sollen hier in früheren Jahrhunderten alljährlich große Mengen Stint gefangen worden sein.

## Lage
Der Stintfang liegt im äußersten Südwesten des Hamburger Stadtteils Neustadt an der Grenze zu St. Pauli. Im Norden geht der Höhenzug über die Seewartenstraße hinweg in den Alten Elbpark mit dem Bismarck-Denkmal über, westlich davon verläuft die Helgoländer Allee im ehemaligen Wallgraben. Südlich des Stintfangs liegen die St. Pauli-Landungsbrücken und im Osten das sogenannte Portugiesenviertel im südlichen Teil der Neustadt.

## Geschichte

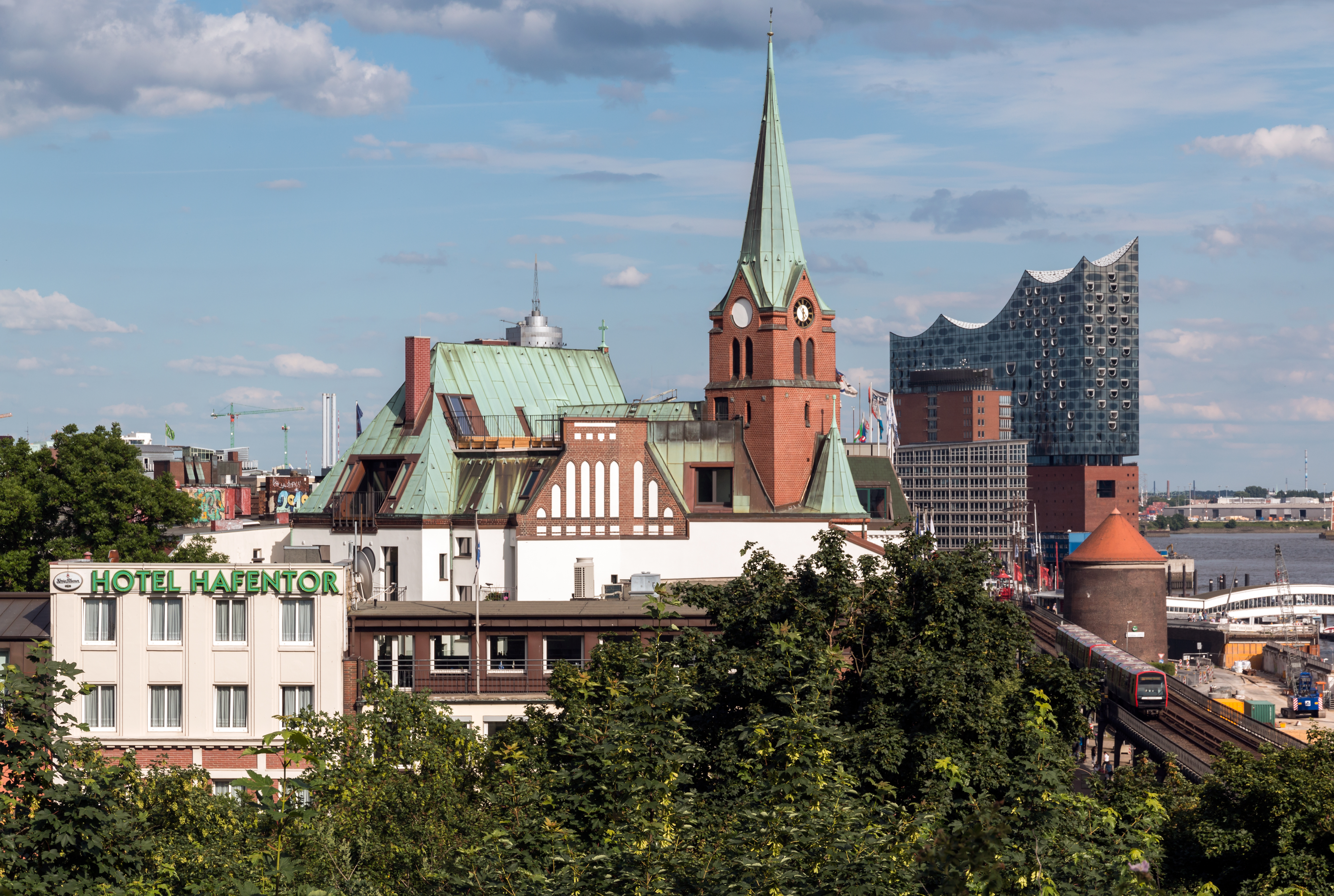
Aussicht vom Stintfang nach Osten auf die schwedische Gustaf-Adolfs-Kirche und die Elbphilharmonie (2016)

Zur Errichtung der Hamburger Wallanlagen zwischen 1623 und 1629 wurde eine natürliche Erhebung zusätzlich aufgeschüttet und zur Bastion Albertus ausgebaut, benannt nach dem damaligen Hamburger Bürgermeister Albrecht van Eitzen. In der Festungsanlage bildete Albertus die südwestlichste aller Bastionen dort, wo der Stadtgraben mit der Elbe in Verbindung stand. Nach Westen wurde sie durch ein Hornwerk verstärkt. 
Nach dem Ende der französischen Besetzung Hamburgs 1815 wurden die Wallanlagen endgültig geschleift und in Parkanlagen umgewandelt. 1869 fand auf dem Gelände der einstigen Bastionen Albertus und Casparus (beim heutigen Bismarck-Denkmal) die erste Internationale Gartenbauausstellung auf deutschem Boden statt. Die dazu nötige Umgestaltung plante der Gartenbau-Unternehmer Friedrich Jürgens, die Ausstellungshallen entwarf Martin Haller.
In den folgenden Jahrzehnten wurde die Umgebung zunehmend bebaut und das Gelände erfuhr die heute noch sichtbare Unterteilung durch die Kersten-Miles-Brücke/Seewartenstraße und die Helgoländer Allee. Nach Errichtung des Bismarck-Denkmals 1906 wurde der Teil nördlich der Seewartenstraße schließlich in Alter Elbpark umbenannt, für den südlichen Teil bürgerte sich endgültig die zuvor schon volkstümliche Bezeichnung Stintfang ein. 

### Sternwarte auf dem Stintfang
Zwischen 1802 und 1811 befand sich auf dem heutigen Stintfang eine von dem Unternehmer und Konstrukteur optischer Instrumente Johann Georg Repsold errichtete private Sternwarte. Sie wurde abgerissen, als zwischen 1811 und 1814 die Festungswerke von den französischen Besatzern vorübergehend wiederhergestellt wurden. 1825 wurde eine neue Sternwarte nördlich des Millerntors errichtet.

### Hochwasserreservoir und Springbrunnen
1845 wurde auf der Elbhöhe ein ovales, etwa 45 m langes Hochwasserreservoir erbaut – dessen Behälterinhalt für 2.350 m³ angelegt war –, um durch dessen Wassermasse einen steten Druck auf die umliegenden Wasserleitungen auszuüben. In der Mitte des Bassins befand sich ein Springbrunnen. Durch die Düse konnte ein Wasserstrahl zeitweise ca. 17 Meter hoch getrieben werden. Der Wasserspiegel lag, wenn es voll war, ca. 27 m über dem damaligen Normalspiegel des Elbpegels. Am 5. Oktober 1908 wurde der Wasserbehälter vom Leitungssystem abgetrennt, aber bestand unverändert bis 1934 ein Erweiterungsbau der Deutschen Seewarte in ihn hineingebaut wurde.

### Deutsche Seewarte
1881 wurde hier das repräsentative Dienstgebäude der Deutschen Seewarte errichtet, einer Vorgängerin des Deutschen Hydrographischen Instituts. In den vier Ecktürmen des quadratischen Gebäudes waren Instrumente für nautische und wetterkundliche Zwecke und Vorrichtungen für deren Prüfung untergebracht. Im Zweiten Weltkrieg wurde die Seewarte bei Luftangriffen auf Hamburg zerstört.

## Heutige Bebauung

### JugendherbergeAuf dem Stintfang
Nach Kriegsende gab es zunächst Pläne, auf dem Stintfang ein Luxushotel zu errichten. Die damalige Jugendsenatorin Paula Karpinski (1897–2005) setzte sich jedoch beharrlich und letztlich erfolgreich für den Bau einer Jugendherberge ein. Sie wurde nach Plänen von Hermann Schöne auf den Fundamenten der alten Seewarte erbaut und 1953 eröffnet. Als Ende der 1980er Jahre erneut die Idee für einen Erweiterungsbau des benachbarten Hotels Hafen Hamburg aufkam, forderte Karpinski in einem Brief an den damaligen Bürgermeister Henning Voscherau, die Jugendherberge zu erhalten. 
Anfang der 2000er Jahre wurde das Haus grundlegend modernisiert. Im Jahr 2013 wurde der Platz vor der Jugendherberge oberhalb der Landungsbrücken in Paula-Karpinksi-Platz benannt.

### Weinberg auf dem Stintfang
Zwischen 1995 und 2019 befand sich am Südhang zur Elbe ein kleiner Weinberg. Die hier gepflanzten Reben waren ein Geschenk des Veranstalters des Stuttgarter Weindorfs, das in der Zeit von 1986 bis 2015 jährlich im Herbst auf dem Hamburger Rathausmarkt zu Gast war. 1995 begann man mit 50 Rebstöcken, anlässlich des 20. und 25. Stuttgarter Weindorfs in Hamburg kamen noch jeweils 25 weitere dazu. Am Stintfang wurden Reben der Rotweinsorte Regent und der Weißweinsorte Phoenix angebaut. Jedes Jahr wurden dort 40 bis 50 Flaschen Hamburg Stintfang Cuvée gewonnen, welche ausschließlich Ehrengäste der Stadt erhielten. Der Jahrgang 2010 fiel jedoch aus, da die Ernte von Unbekannten geplündert wurde. Im Jahr 2016 wurden erneut 90 % der Trauben gestohlen. Im Februar 2019 wurden alle Rebstöcke aufgrund von Bauarbeiten an der U-Bahn-Station Landungsbrücken gerodet und an Interessierte verschenkt. Seit 2022 gibt es einen neuen Weinberg mit neuen Reben; mit Ertrag ist ab dem Jahr 2025 zu rechnen. Betreut wird der Weinberg von ehrenamtlichen Winzern.

### U-Bahn-Station Landungsbrücken
Am Fuß des Stintfangs befindet sich die am 29. Juni 1912 in Betrieb genommene U-Bahn-Station Landungsbrücken der Ringlinie. Sie ist wiederum Teil des Verkehrsknotenpunktes St. Pauli-Landungsbrücken.

### Bebauung des Osthangs
Im Februar 2017 wurde aus der Bezirksversammlung Hamburg-Mitte heraus die Genehmigung eines voluminösen Gebäudekomplexes mit einer festgesetzten Gebäudehöhe von 27,1 m üNN – somit höher als der Stintfang selbst – in der denkmalgeschützten Grünanlage im Bereich der historischen Bastion Albertus beschlossen. Kritik an dem Bauvorhaben wird begründet durch die Reduzierung großer Teile des Osthangs in seiner öffentlichen Grundfläche und vor allem mit der starken Beeinträchtigung des Panorama-Blicks vom Stintfang und den Parkwegen des Osthangs auf die Neustadt und den Hafen.

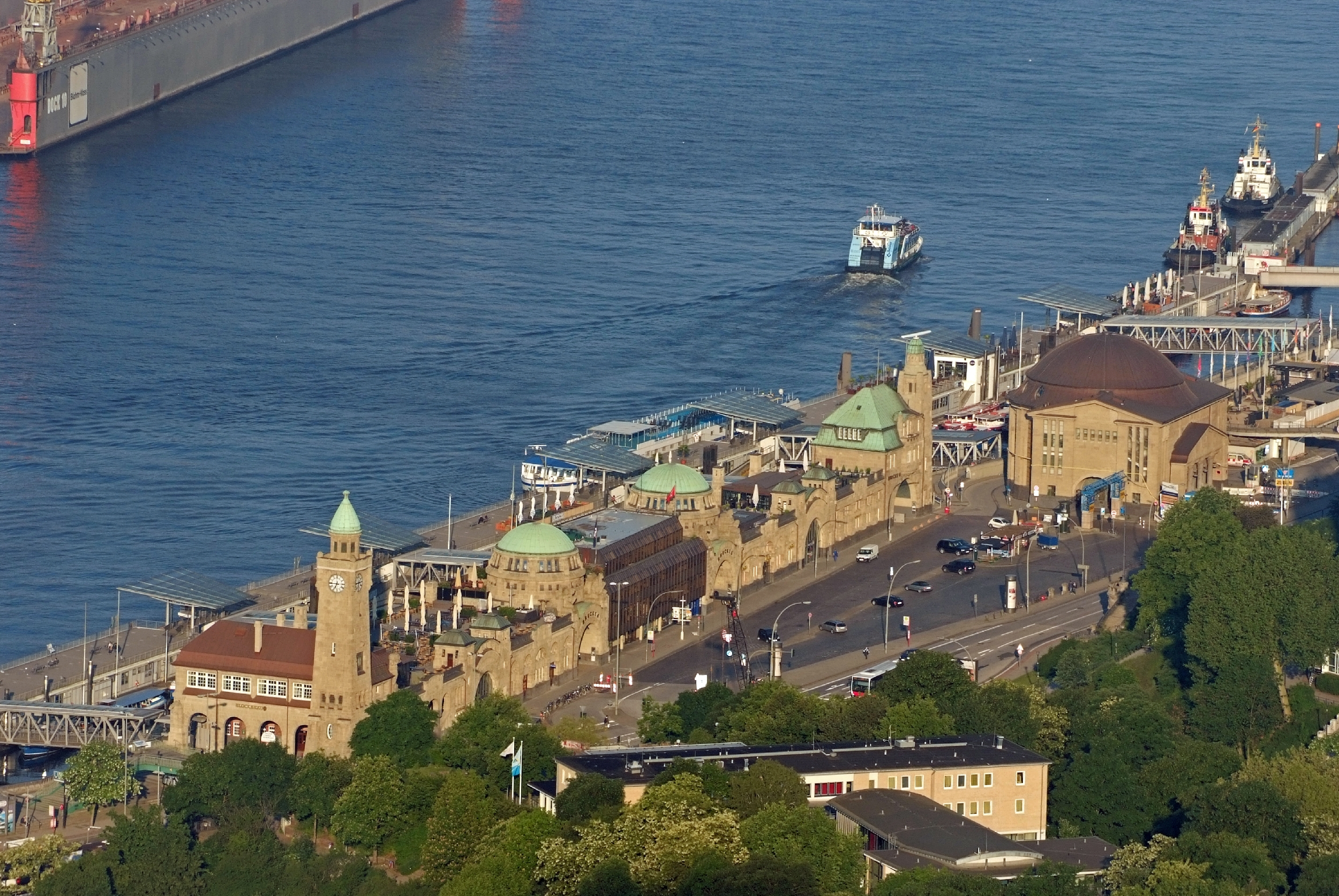
Blick über den Stintfang und die Jugendherberge auf Landungsbrücken und Hafen
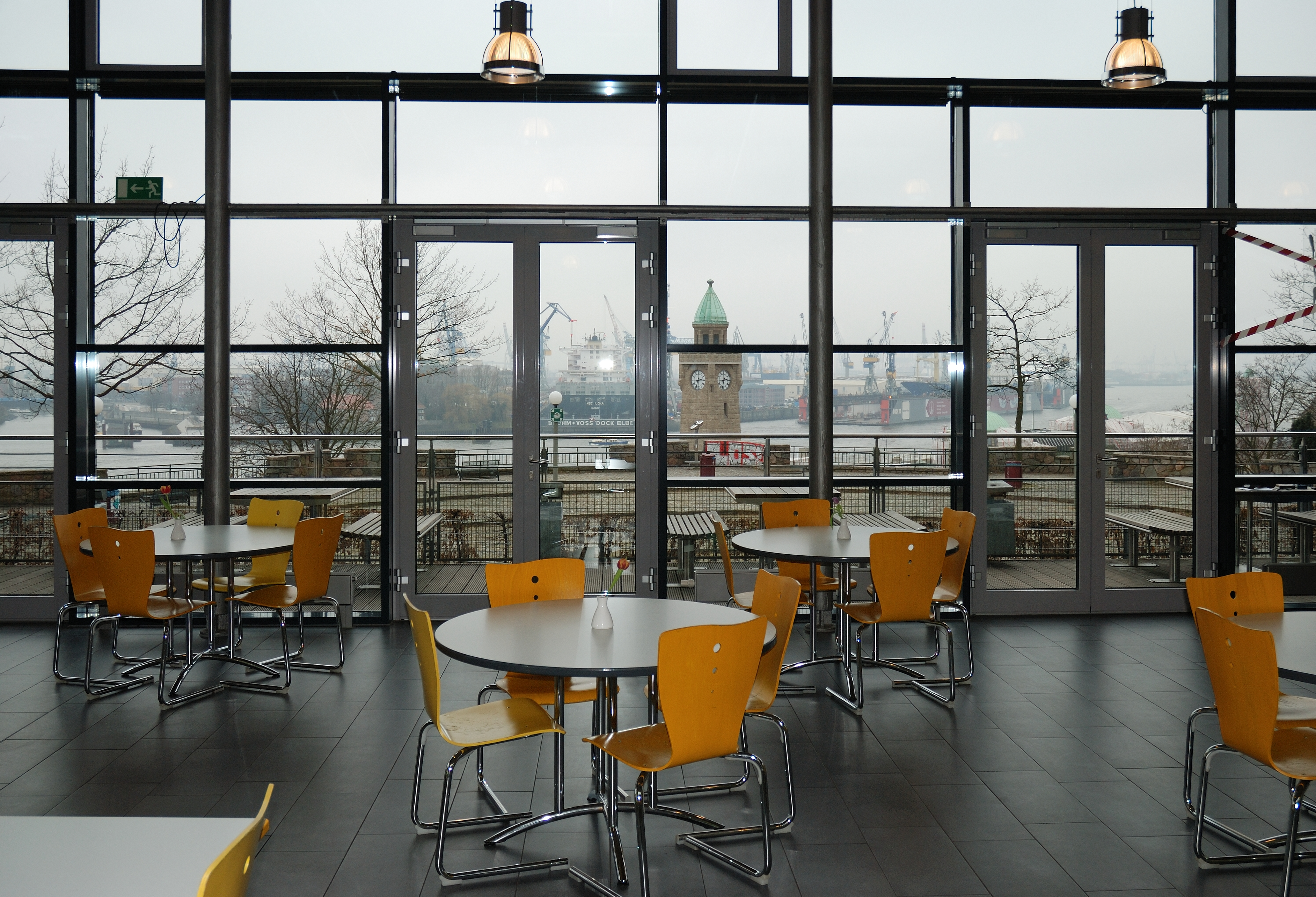
Blick aus der Jugendherberge auf dem Stintfang auf den Hafen
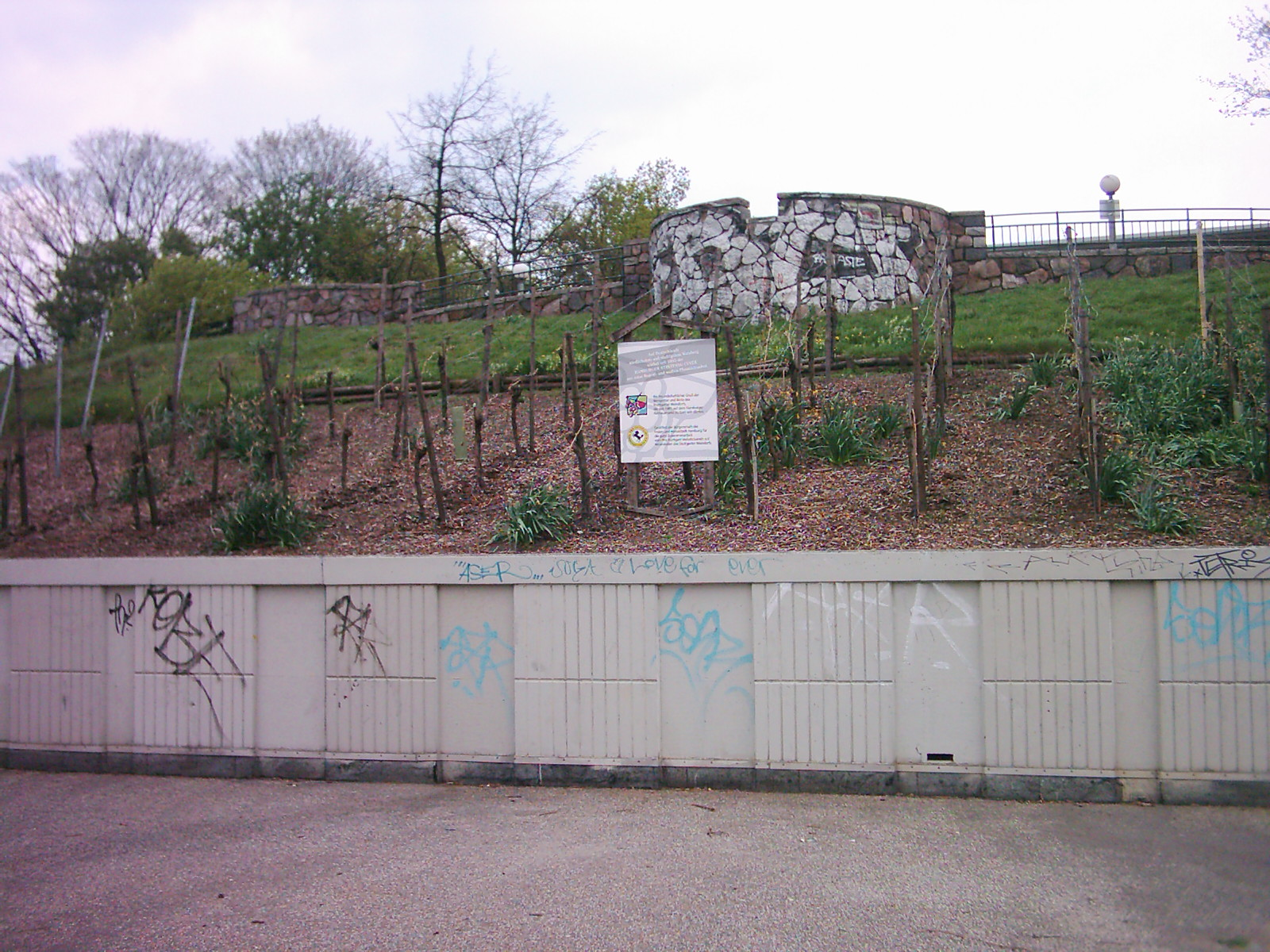
Ehemalige Weinreben-Bepflanzung auf dem Geesthang (2007)
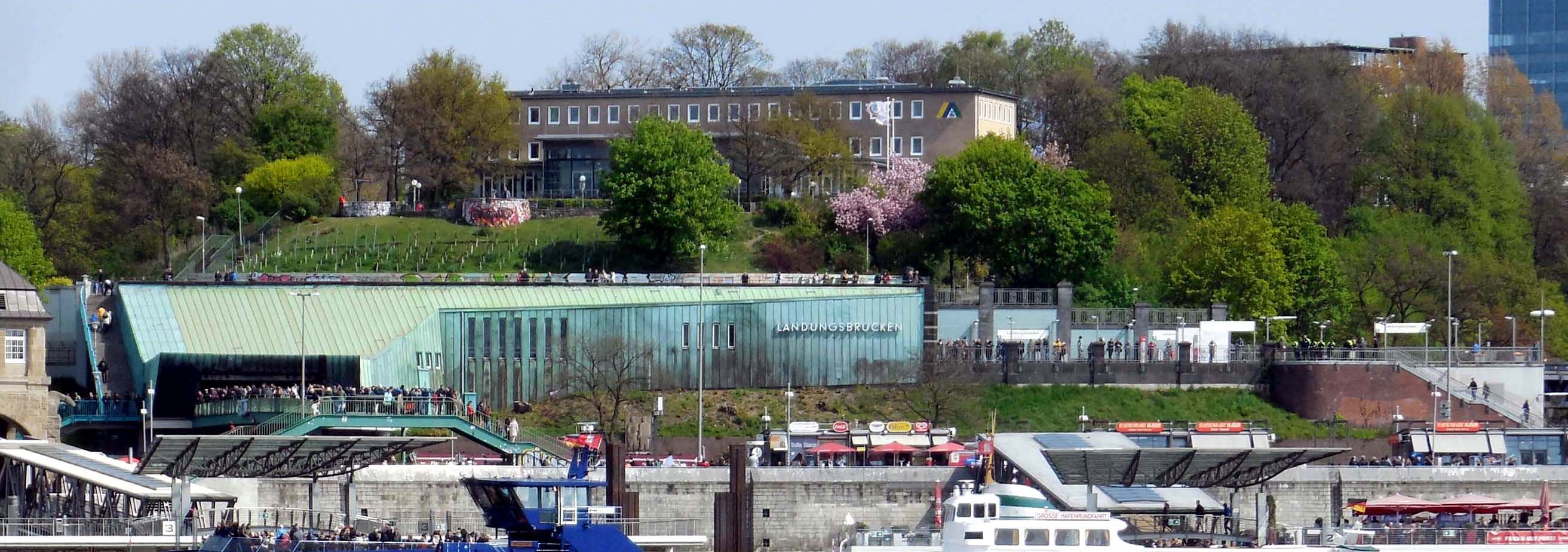
Zugänge zum U-Bahnhof Landungsbrücken am Fuß des Stintfangs
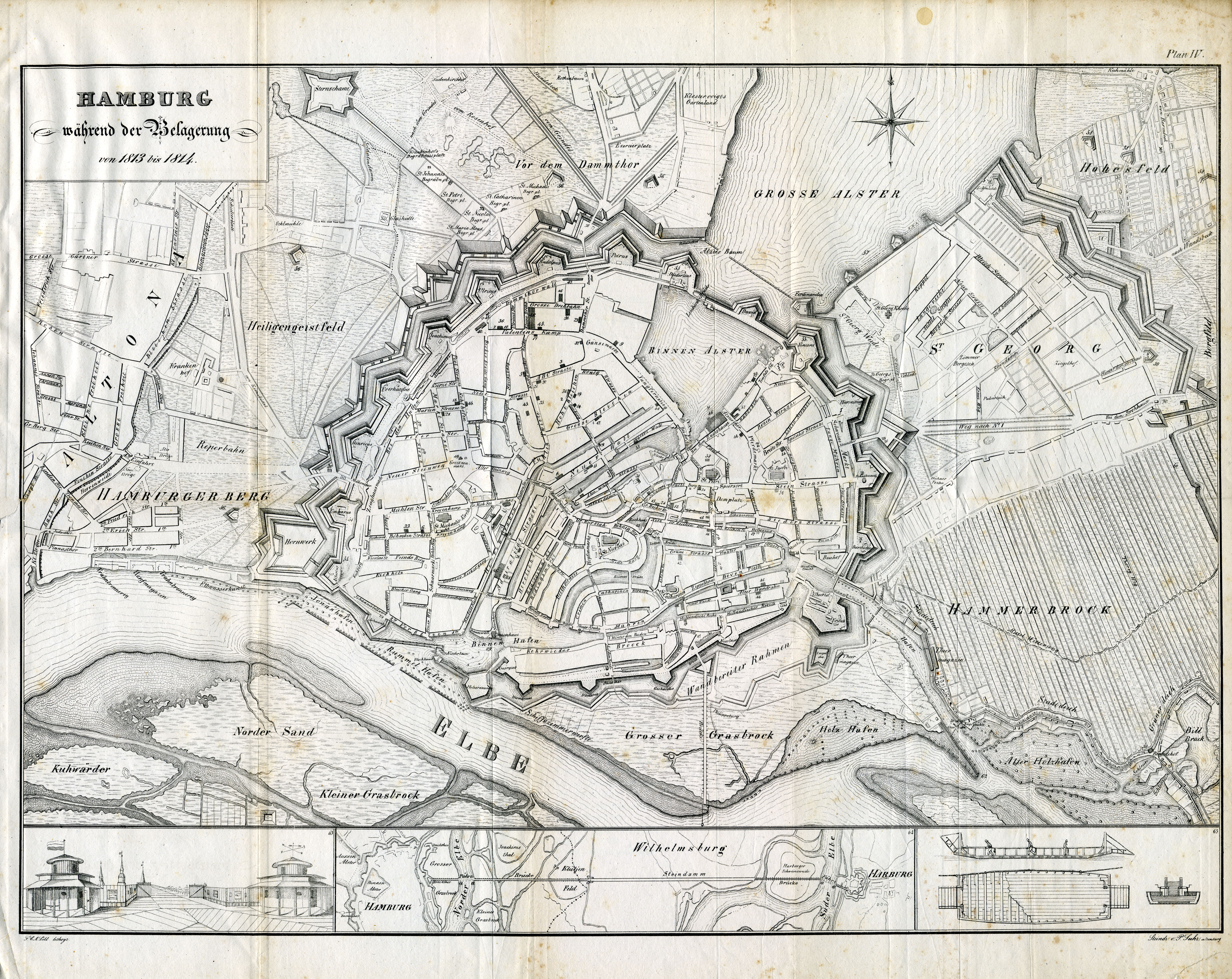
Lage des Stintfangs auf der Bastion Albertus der Wallanlagen, im Bereich Jonashafen, Johannisbollwerk, Hafentor, Eicholz, Kuhberg (Neddermeyer, 1813/14)